# Kościół Nawiedzenia Najświętszej Marii Panny we Lwowie

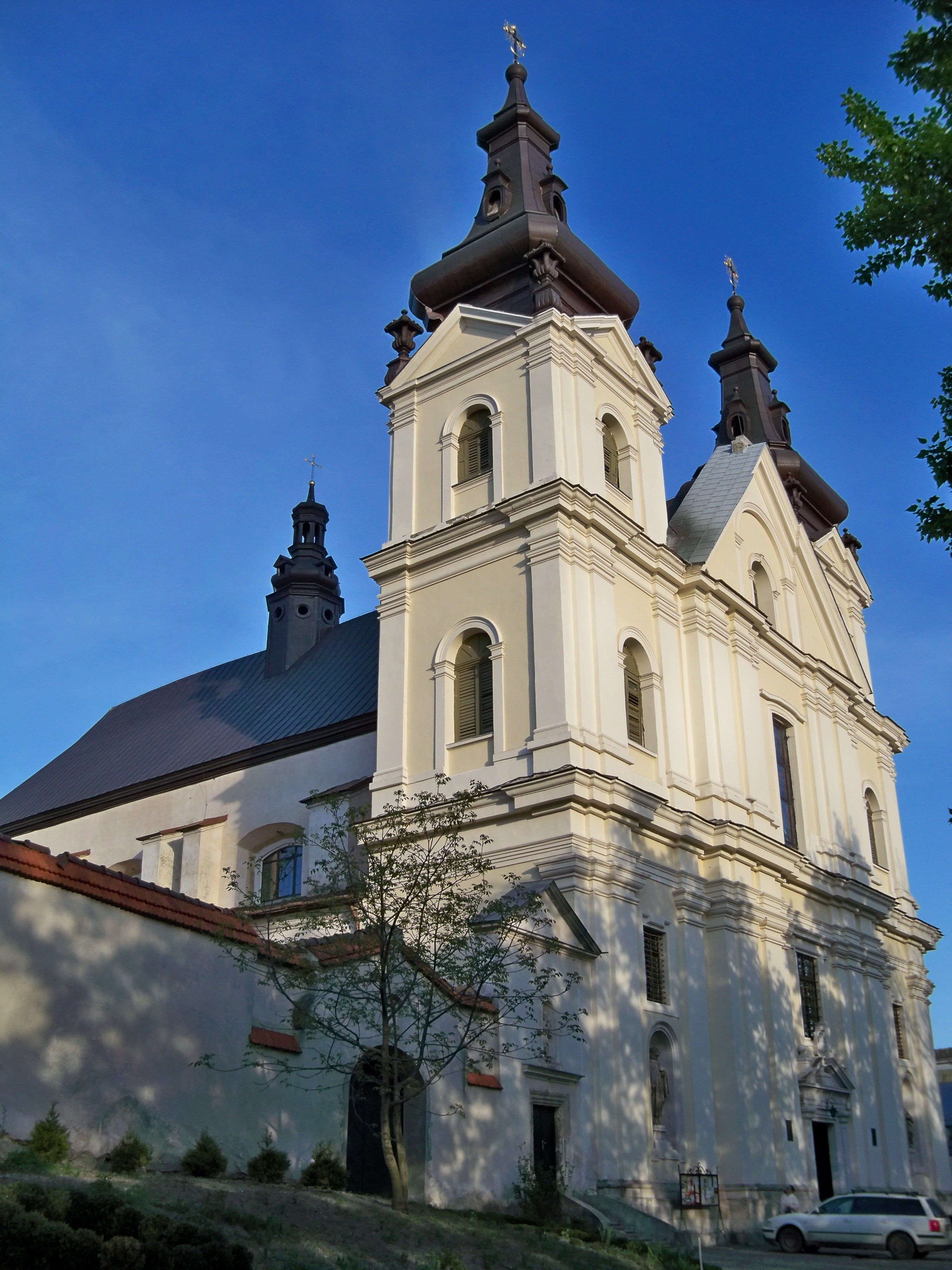
Kościół karmelitów

Kościół Nawiedzenia Najświętszej Marii Panny we Lwowie (obecnie cerkiew Archanioła Michała) – dawna rzymskokatolicka świątynia barokowa we Lwowie.

## Historia
Klasztor karmelitów fundował w 1613 kasztelan wołyński Jan Łahodowski.
Kościół Nawiedzenia NMP został zbudowany w pierwszej połowie XVII w. na Górze Goluszowskiej we Lwowie dla karmelitów bosych. Wzorem dla projektanta świątyni był rzymski kościół Il Gesù. Kościół zbudowano na planie jednonawowym, przy czym nawę z obu stron otaczają ciągi połączonych kaplic zastępujące nawy boczne. Prezbiterium zaprojektowano w formie baldachimu wznoszącego się na ośmiu kolumnach. 
W 1630 r. w kościele karmelitów katolickie wyznanie wiary złożył biskup ormiański Mikołaj Torosowicz, rozpoczynając w ten sposób unię Ormian polskich z Rzymem. 

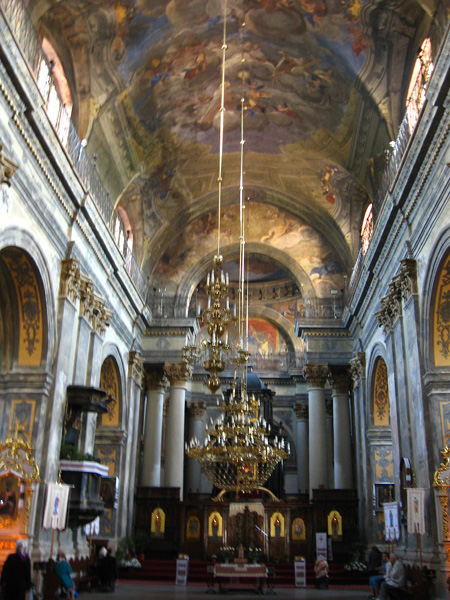
Wnętrze kościoła

W 1648 zespół klasztorny karmelitów spłonął podczas oblężenia miasta przez Chmielnickiego. Wkrótce go odbudowano otaczając murem co nadało mu charakter obronny. Dzięki temu – mimo że pozostawał poza murami miasta – przetrwał aż do wojny północnej, gdy w 1704 został zdobyty szturmem i zniszczony przez Szwedów pod dowództwem Karola XII. Kolejna odbudowa nastąpiła w latach 30. XVIII w., wówczas ozdobiono wnętrze kościoła polichromią.
W 1783 w ramach reform józefińskich zostali usunięci z kościoła karmelici bosi (zakonnicy przenieśli się do klasztoru w Zagórzu), a wkrótce potem przejęli go karmelici trzewiczkowi, którzy rezydowali tu do drugiej wojny światowej. W tym czasie dobudowano wieżę po północnej stronie kościoła (1906, arch. Władysław Halicki), a także odbudowano barokowe hełmy wież. 
W 1925 r. w klasztorze karmelitów został zamordowany przez psychicznie chorego duchownego ks. ppłk. Jan Idec, szef duszpasterstwa Dowództwa Okręgu Korpusu II w Lublinie.
Po drugiej wojnie światowej urządzono w budynku muzeum nauki i techniki. Obecnie należy do unickiego zgromadzenia studytów.

## Literatura
- Andrzej Betlej: Kościół p.w. św. Michała Archanioła (Nawiedzenia Najśw. Panny Marii) i klasztor OO. Karmelitów Trzewiczkowych (pierwotnie OO. Karmelitów Bosych). [W:] Kościoły i klasztory rzymskokatolickie dawnego województwa ruskiego. T. 20. Kraków, 2012, s. 133–170. seria: Materiały do dziejów sztuki sakralnej na ziemiach wschodnich dawnej Rzeczypospolitej. Cz. I.
- J. Tokarski: Ilustrowany przewodnik po zabytkach kultury na Ukrainie. T. 1. Burchard Edition, 2000.